# Bukskin

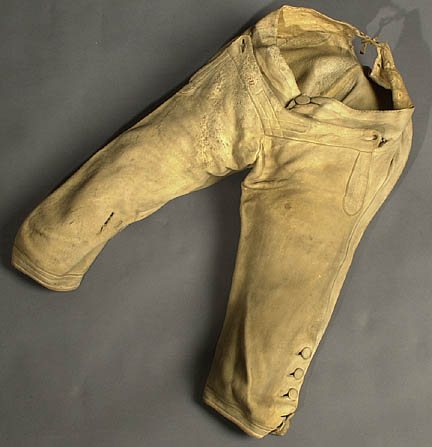
Historische bukskin broek

Bukskin of wolleer, vroeger ook gespeld als buxkin, is een dikke, licht geruwde stof die heel of half geschoren is. De stof is geheel of gedeeltelijk uit wol vervaardigd en ze werd gebruikt voor herenkleding.
Het woord komt van het Engelse buckskin en betrof het vaalbruine leer van de gemzenbok. Later is het woord overgegaan op bovengenoemde stof.  
George Custer droeg kledij uit bukskin toen hij in 1876 sneuvelde tijdens de slag bij Little Bighorn. 

## Overige
- Buckskin is ook de Engelse aanduiding voor een type paard met een vaalbruine vachtkleur.